# پترا بورکا
پترا بورکا (انگلیسی: Petra Burka؛ زادهٔ ۱۷ نوامبر ۱۹۴۶) اسکیت‌باز نمایشی اهل کانادا است.